# Monster (Skillet-Lied)
Monster ist die zweite Single des 2009 erschienenen Albums Awake der US-amerikanischen Christian-Rock-Band Skillet. Das Lied ist eines der erfolgreichsten der Band.

## Musikvideo
Das Musikvideo zu Monster wurde von den Erwin-Brüdern inszeniert und erschien am 2. September 2009 auf Noisecreep. Es zeigt die Band, die in einem Krankenhausraum auftritt, während im Nebenraum der Leadsänger und Bassist John Cooper und der Gitarrist Korey Cooper unter der Beobachtung eines medizinischen Teams getestet werden. Das Video zeigt die beiden, wie sie während verschiedener Tests in verschiedenen Teilen des Krankenhauses aufwachen. Schließlich entkommen beide, werden allerdings von SWAT-Teams verfolgt. Gitarrist Ben Kasica und Drummer Jen Ledger erscheinen beide zu Beginn des Videos als Ärzte. Skillet veröffentlichte ein Making-of für das Video in einem ihrer Podcasts. Im April 2015 hatte das Musikvideo über 100 Millionen Aufrufe auf YouTube erreicht und seit August 2017 über 200 Millionen Aufrufe.

## Auszeichnungen
Das Video zu dem Lied wurde bei den 41. GMA Dove Awards für eine Auszeichnung als „Kurzvideo des Jahres“ nominiert.

## Besetzung
- John Cooper – Vocals, Bass
- Korey Cooper – Gitarre, Keyboard
- Ben Kasica – Gitarre
- Jen Ledger – Schlagzeug

## Kommerzieller Erfolg

### Chartplatzierungen
| ChartsChartplatzierungen            | Höchstplatzierung | Wochen |
| ----------------------------------- | ----------------- | ------ |
| Vereinigte Staaten (Billboard Rock) | 20 (20 Wo.)       | 20     |

### Auszeichnungen für Musikverkäufe
| Land/Region                  | Auszeichnungen für Musikverkäufe (Land/Region, Auszeichnung, Verkäufe) | Verkäufe  |
| ---------------------------- | ---------------------------------------------------------------------- | --------- |
| Dänemark (IFPI)              | Platin                                                                 | 90.000    |
| Italien (FIMI)               | Gold                                                                   | 50.000    |
| Spanien (Promusicae)         | Gold                                                                   | 30.000    |
| Vereinigte Staaten (RIAA)    | 6× Platin                                                              | 6.000.000 |
| Vereinigtes Königreich (BPI) | Gold                                                                   | 400.000   |
| Insgesamt                    | 3× Gold · 7× Platin ·                                                  | 6.570.000 |